# Plectocomia elongata
Plectocomia elongata är en enhjärtbladig växtart som beskrevs av Carl Friedrich Philipp von Martius och Carl Ludwig von Blume. Plectocomia elongata ingår i släktet Plectocomia och familjen Arecaceae.

## Underarter
Arten delas in i följande underarter:
- P. e. elongata
- P. e. philippinensis

## Bildgalleri

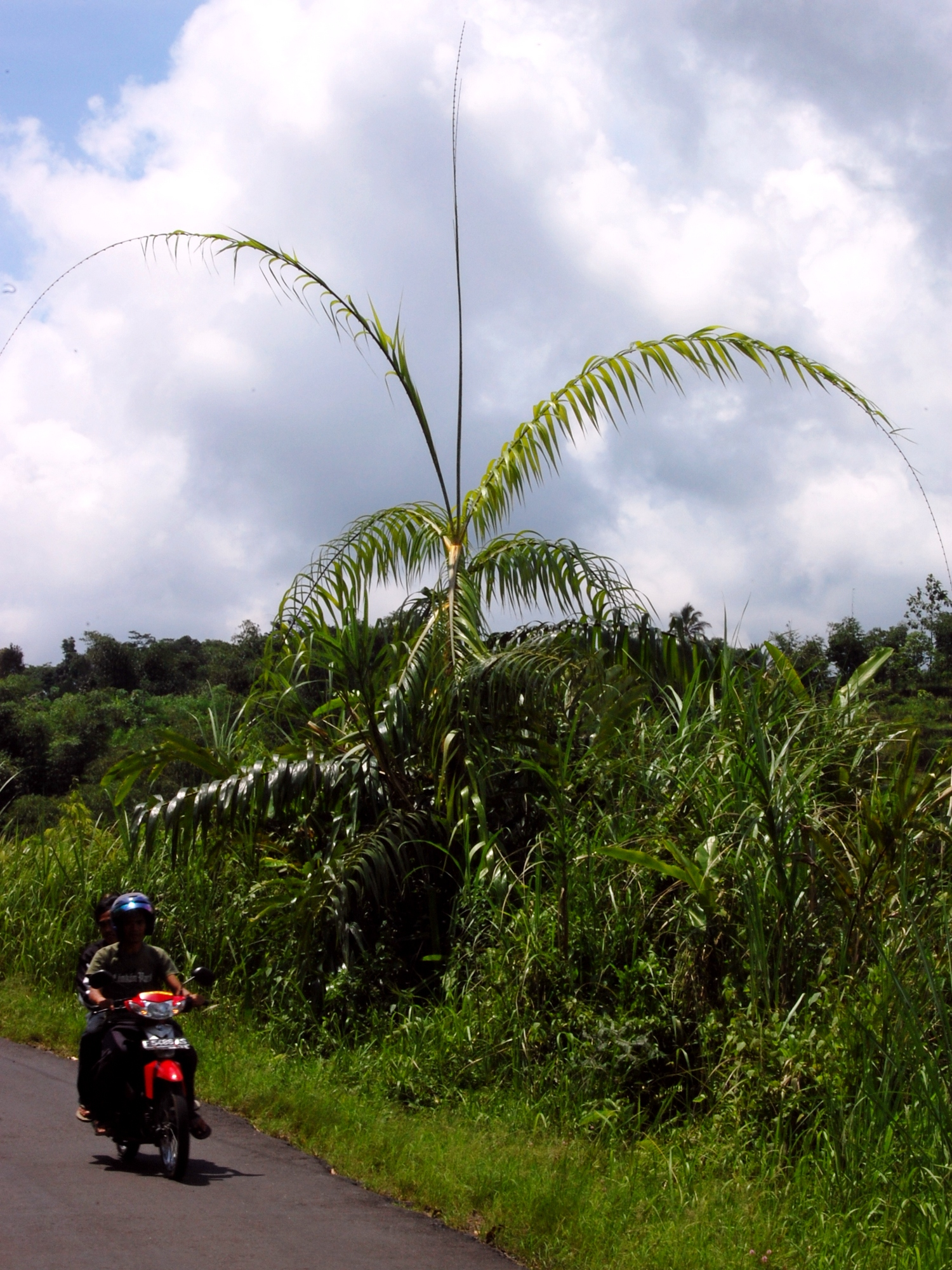
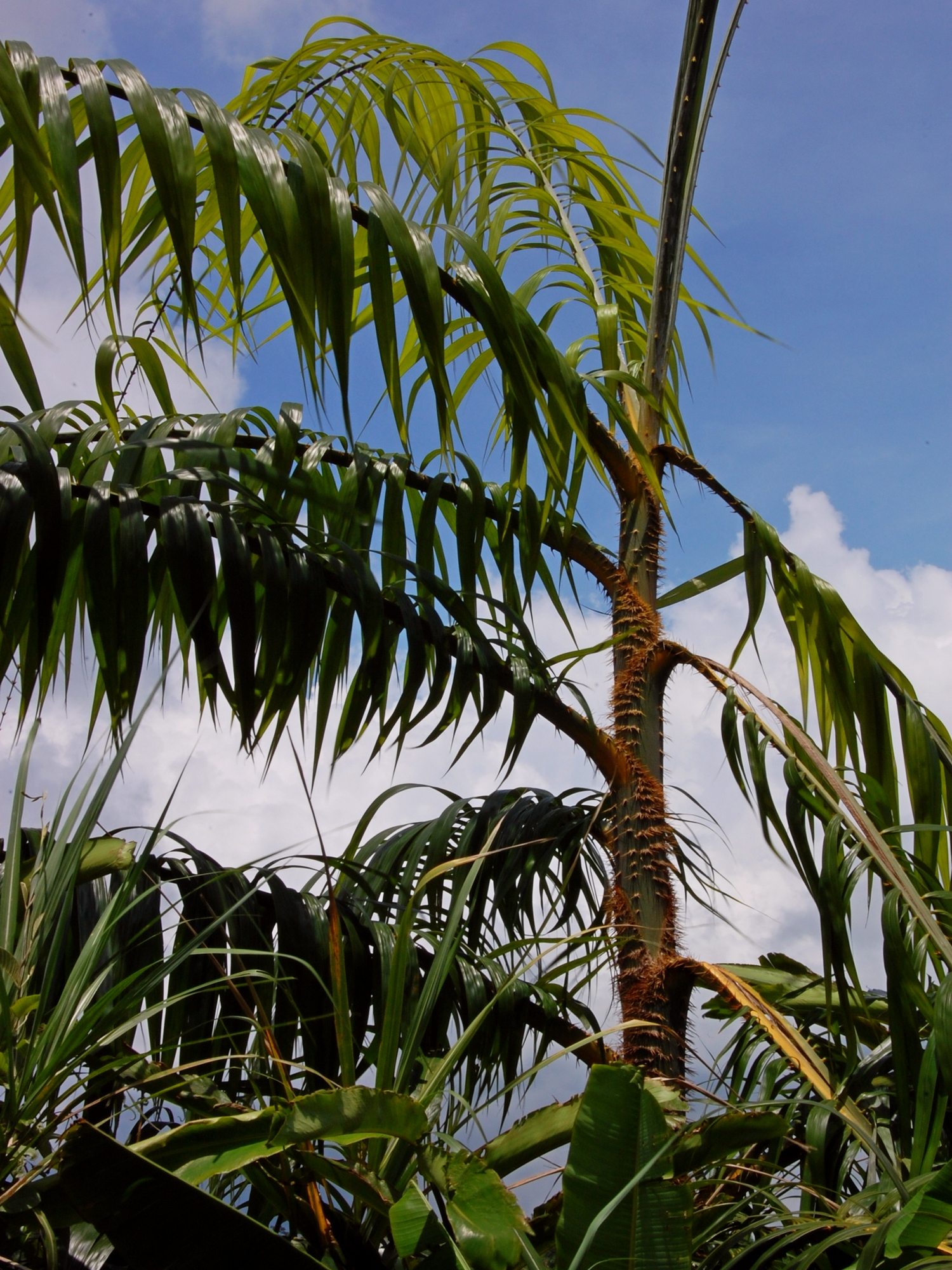
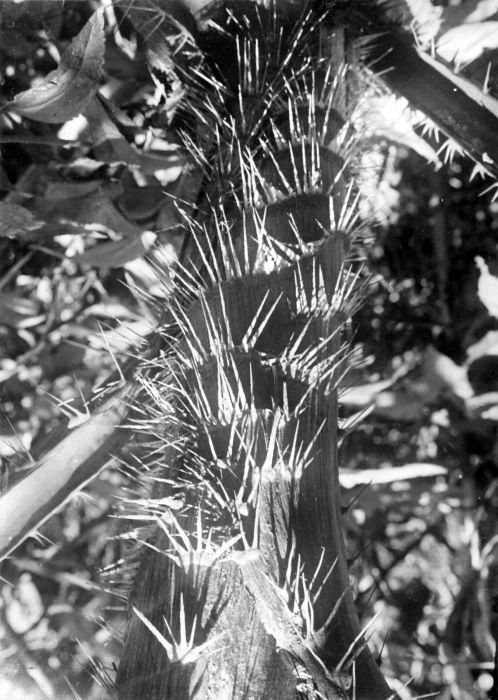